# Sela pri Jugorju
Sela pri Jugorju so naselje v Občini Metlika.